# Camí dels Canemassos
El Camí dels Canemassos és un camí rural del terme municipal de Conca de Dalt, al Pallars Jussà, a l'antic terme d'Hortoneda de la Conca, en territori de l'antiga caseria dels Masos de la Coma.
Arrenca de la Pista dels Masos de la Coma al sud-oest de la Borda de Savoia, des d'on s'adreça cap a llevant, travessa tot el paratge de Los Canemassos, fins que enllaça amb la Pista de Prat Montaner.